# Muhammet Kızılarslan
Muhammet Kızılarslan (* 23. Juli 1986 in Sungurlu) ist ein ehemaliger türkischer Skilangläufer.

## Werdegang
Kızılarslan trat international erstmals bei den Junioren-Skiweltmeisterschaften 2004 in Stryn in Erscheinung. Dort errang er den 78. Platz im Sprint und den 56. Platz über 10 km Freistil. In der Saison 2004/05 kam er bei den Junioren-Skiweltmeisterschaften 2005 in Rovaniemi auf den 70. Platz im Sprint sowie auf den 64. Rang über 10 km Freistil und bei den nordischen Skiweltmeisterschaften 2005 in Oberstdorf auf den 90. Platz über 15 km Freistil sowie auf den 73. Rang im Sprint. In der folgenden Saison belegte er bei den Junioren-Skiweltmeisterschaften 2006 in Kranj den 66. Platz über 10 km klassisch und den 31. Rang im Sprint und bei den Olympischen Winterspielen 2006 in Turin den 74. Platz über 15 km klassisch, den 64. Rang im Sprint sowie zusammen mit Sabahattin Oğlago den 22. Platz im Teamsprint. Zu Beginn seiner letzten aktiven Saison 2006/07 lief er in Kuusamo sein einziges Rennen im Weltcup, welches er auf dem 82. Platz im Sprint beendete. Im weiteren Saisonverlauf kam er bei der Winter-Universiade 2007 in Pragelato auf den 60. Platz im Sprint, auf den 50. Rang über 10 km Freistil sowie auf den 47. Platz im Skiathlon und bei den U23-Weltmeisterschaften 2007 in Tarvisio auf den 70. Platz im Sprint und auf den 66. Rang über 15 km Freistil. Beim Saisonhöhepunkt, den nordischen Skiweltmeisterschaften 2007 in Sapporo, errang er den 97. Platz über 15 km Freistil und den 62. Platz im Sprint.

## Teilnahmen an Weltmeisterschaften und Olympischen Winterspielen

### Olympische Winterspiele
- 2006 Turin: 22. Platz Teamsprint klassisch, 64. Platz Sprint Freistil, 74. Platz 15 km klassisch

### Nordische Skiweltmeisterschaften
- 2005 Oberstdorf: 73. Platz Sprint klassisch, 90. Platz 15 km Freistil
- 2007 Sapporo: 62. Platz Sprint klassisch, 97. Platz 15 km Freistil